# Norbert Domnik
Norbert Domnik (Klagenfurt, 30 juli 1964) is een Oostenrijks triatleet en duatleet uit Karia Saal.
Domnik doet sinds 1987 aan triatlon. In 2004 nam hij deel aan de Olympische Spelen van Athene. Hij werd 37e in een tijd van 1:59.44,57.
Hij is aangesloten bij RTM ASVÖ-ÖAMTC LZ Klagenfurt.

## Palmares

### duatlon
- 2002: 7e WK in Alpharetta

### triatlon
- 1994: 27e WK olympische afstand in Wellington - 1:56.48
- 2000: 7e ITU wereldbekerwedstrijd in Sydney
- 2002: 13e WK in Cancún
- 2003: 29e WK in Queenstown
- 2003: DNF WK in Madeira
- 2003: 11e ITU wereldbekerwedstrijd in Cancún
- 2004: 37e Olympische Spelen van Athene
- 2005: DNS WK olympische afstand in Gamagōri
- 2010: 25e WK lange afstand in Immenstadt